# Promised Land (альбом Queensrÿche)
| Оценки критиков      | Оценки критиков |
| Источник             | Оценка          |
| -------------------- | --------------- |
| Allmusic             | [ 1 ]           |
| Chicago Tribune      | [ 2 ]           |
| Entertainment Weekly | C+              |
| Q                    | [ 4 ]           |

Promised Land (с англ. Земля обетованная) — пятый студийный альбом американской прогрессив-метал группы Queensrÿche, вышедший в 1994 году. Диск занял 3-е место в американском хит-параде.
Альбом был переиздан 10 июня 2003 года в ремастированном издании с бонус-треками.

## Список композиций
| №                   | Название            | Автор(ы)                                             | Длительность |
| ------------------- | ------------------- | ---------------------------------------------------- | ------------ |
| 1.                  | «9:28 a.m.»         | Скотт Рокенфилд                                      | 1:44         |
| 2.                  | «I Am I»            | Крис ДеГармо, Джефф Тейт                             | 3:57         |
| 3.                  | «Damaged»           | ДеГармо, Тейт                                        | 3:58         |
| 4.                  | «Out of Mind»       | ДеГармо                                              | 4:35         |
| 5.                  | «Bridge»            | ДеГармо                                              | 3:29         |
| 6.                  | «Promised Land»     | ДеГармо, Эдди Джексон, Рокенфилд, Тейт, Майкл Уилтон | 7:58         |
| 7.                  | «Disconnected»      | Рокенфилд, Тейт                                      | 4:45         |
| 8.                  | «Lady Jane»         | ДеГармо                                              | 4:14         |
| 9.                  | «My Global Mind»    | ДеГармо, Рокенфилд, Тейт, Уилтон                     | 4:21         |
| 10.                 | «One More Time»     | ДеГармо, Тейт                                        | 4:18         |
| 11.                 | «Someone Else?»     | ДеГармо, Тейт                                        | 4:44         |
| Общая длительность: | Общая длительность: | Общая длительность:                                  | 48:03        |

## Участники записи
- Джефф Тейт — вокал, саксофон, клавиши
- Крис ДеГармо — гитара, пианино, виолончель, ситар
- Майкл Уилтон — гитара
- Эдди Джексон — бас-гитара
- Скотт Рокенфилд — ударные, перкуссия

## Позиции в чартах
| Год  | Чарт                          | Позиция |
| ---- | ----------------------------- | ------- |
| 1994 | Billboard 200 (USA)           | 3       |
| 1994 | Swedish Albums Chart          | 6       |
| 1994 | German Albums Chart           | 10      |
| 1994 | UK Albums Chart               | 13      |
| 1994 | Swiss Albums Charts           | 14      |
| 1994 | Oricon Japanese Albums Charts | 16      |
| 1994 | Dutch Albums Chart            | 16      |
| 1994 | RPM100 Albums (Canada)        | 28      |
| 1994 | Austrian Albums Chart         | 38      |

| Год  | Название       | Чарт                       | Позиция |
| ---- | -------------- | -------------------------- | ------- |
| 1994 | «I Am I»       | Hot Mainstream Rock Tracks | 8       |
| 1994 | «I Am I»       | RPM100 Hit Tracks (Canada) | 76      |
| 1995 | «I Am I»       | UK Singles Chart           | 40      |
| 1995 | «Bridge»       | Hot Mainstream Rock Tracks | 6       |
| 1995 | «Bridge»       | UK Singles Chart           | 40      |
| 1995 | «Bridge»       | RPM100 Hit Tracks (Canada) | 58      |
| 1995 | «Disconnected» | Hot Mainstream Rock Tracks | 32      |